# Maria Paleóloga da Sérvia
Maria Paleóloga (em sérvio: Марија Палеолог; romaniz.: Marija Paleolog) foi rainha-consorte do Reino da Sérvia, segunda esposa de Estêvão Uresis. Era filha do panipersebasto João Paleólogo e sobrinha-neta do imperador bizantino Andrônico II Paleólogo (r. 1282–1326). Era neta do grande logóteta Teodoro Metoquita pelo lado materno.

## Vida
O pai de Maria era governador de Tessalônica no início da década de 1320. Seu marido já havia se casado antes com Teodora Emiltzos, mas o casamento terminou quando ela morreu em 20 de dezembro de 1322 e os dois se casaram em 1324. O casamento duraria até a morte de Estêvão em Zvečan, em 1332, depois que ele foi derrotado pelo filho dele com Teodora, Estêvão Uresis IV, em 1331.
A relação entre pai e filho sempre fora ruim e o golpe foi incitado pela nobreza "mais jovem" da Sérvia. Maria tentou garantir o trono para o seu filho Simeão Uresis com ajuda bizantina, mas fracassou. Uresis não se vingou, permitindo que Maria entrasse para um convento com o nome monástico de "Marta" enquanto Simeão foi nomeado governador das  das províncias meridionais do seu recém-fundado Império da Sérvia em 1348. Maria morreu em 7 de abril de 1355 e foi enterrada em Escópia.

## Família
De seu casamento com Estêvão Uresis III, Maria teve um filho e duas filhas:
- Simeão Uresis, que seu auto-proclamou  imperador dos sérvios e gregos na porção meridional do império (r. 1359–1370)
- Helena, casou-se com o duque Mladen III Šubić de Bribir (r. 1315–1348)
- Teodora, casou-se Dejan, déspota de Kumanovo (fl. 1355)